# Монтана (Вісконсин)
Монтана (англ. Montana) — місто (англ. town) в США, в окрузі Баффало штату Вісконсин. Населення — 268 осіб (2020).

## Демографія
Згідно з переписом 2010 року, у місті мешкали 284 особи в 100 домогосподарствах у складі 73 родин. Було 122 помешкання
Расовий склад населення:
| - 96,8 % — білих - 0,7 % — азіатів - 0,4 % — корінних американців - 0,4 % — чорних або афроамериканців |

До двох чи більше рас належало 1,8 %. Частка іспаномовних становила 0,0 % від усіх жителів.
За віковим діапазоном населення розподілялося таким чином: 27,5 % — особи молодші 18 років, 62,3 % — особи у віці 18—64 років, 10,2 % — особи у віці 65 років та старші. Медіана віку мешканця становила 39,7 року. На 100 осіб жіночої статі у місті припадало 105,8 чоловіків;  на 100 жінок у віці від 18 років та старших — 108,1 чоловіків також старших 18 років.
Середній дохід на одне домашнє господарство  становив 71 489 доларів США (медіана — 61 979), а середній дохід на одну сім'ю — 78 205 доларів (медіана — 66 750). Медіана доходів становила 42 500 доларів для чоловіків та 35 000 доларів для жінок. За межею бідності перебувало 9,5 % осіб, у тому числі 8,0 % дітей у віці до 18 років та 22,2 % осіб у віці 65 років та старших.
Цивільне працевлаштоване населення становило 189 осіб. Основні галузі зайнятості: сільське господарство, лісництво, риболовля — 38,1 %, освіта, охорона здоров'я та соціальна допомога — 19,0 %, виробництво — 10,1 %, роздрібна торгівля — 6,3 %.